# Stazione di Mercatello
La stazione di Mercatello è una stazione ferroviaria, in esercizio dal 4 novembre 2013, costruita appositamente per il servizio ferroviario metropolitano di Salerno.

## Descrizione
Assieme alla stazione centrale, è presenziata da personale RFI, e realizzata a doppio binario, atto a creare un punto d'incrocio fra i treni.

## Servizi
- Sottopassaggio
- Servizi igienici
- Ascensore
- Biglietteria automatica